# Tadeusz Suchocki

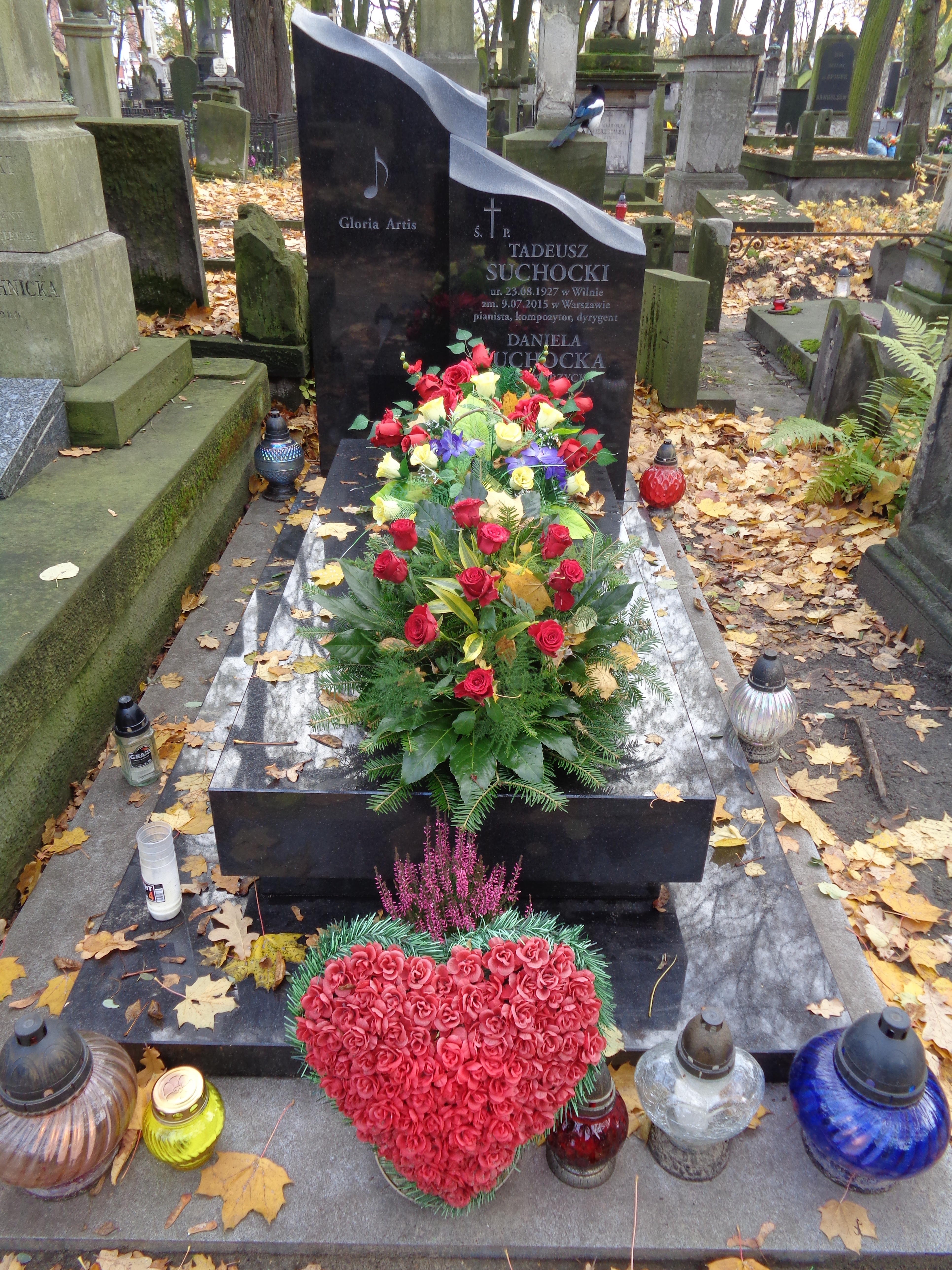
Grób Tadeusza Suchockiego na cmentarzu Powązkowskim

Tadeusz Suchocki (ur. 23 sierpnia 1927 w Wilnie, zm. 9 lipca 2015 w Warszawie) – polski pianista, kompozytor, aranżer i dyrygent.

## Biografia i kariera
Studia pianistyczne rozpoczął w 1934 w Konserwatorium Muzycznym im. Mieczysława Karłowicza w Wilnie, pod kierunkiem prof. Stanisława Szpinalskiego (ówczesnego dyrektora uczelni). Kontynuował je po wojnie w Państwowym Konserwatorium Muzycznym w Łodzi, w klasie fortepianu prof. Zofii Romaszkowej. Równocześnie studiował chemię na Uniwersytecie Łódzkim. W 1949 przeniósł się do Warszawy i związał się z tym miastem na stałe. W 1950 podjął studia na Wydziale Dyrygentury w Państwowej Wyższej Szkole Muzycznej w Warszawie, które ukończył w 1954.
- Wraz z bratem (pianistą) - Marianem i kolegami (Januszem Cegiełłą, Markiem Szczerbińskim-Sartem, Romualdem Żylińskim, Janem Zalewskim, Witoldem Sobocińskim, Jerzym Smugą, Andrzejem Wojciechowskim i Wiesławem Lutrosińskim) współzałożyciel słynnego, jazzowego „Klubu Melomanów” przy Polskiej YMCA w Łodzi
- 1951–1962 - pedagog, chórmistrz oraz dyrygent Zespołu Pieśni i Tańca „Mazowsze”
- 1959–1962 - kierownik muzyczny radiowego kabaretu „Szpak”, prowadzonego przez Zenona Wiktorczyka
- 1965–1975 - kierownik muzyczny i pianista kabaretu literacko-muzycznego „Dudek” Edwarda Dziewońskiego
- Od 1956 stale współpracował jako kompozytor i pianista z Polskim Radiem i Telewizją Polską

Ojciec Jerzego, keyboardzisty, autora tekstów i kompozytora.

## Kompozytor
Był twórcą ilustracji muzycznej do filmu Żona dla Australijczyka (reż. Stanisław Bareja). Współaranżował muzykę Włodzimierza Korcza do filmu Lata dwudzieste... lata trzydzieste... (reż. Janusz Rzeszewski) i nagrał ją z orkiestrą pod własną dyrekcją.

### Wybrane piosenki
- „Taksówkarz warszawski” (sł. W. Młynarski)
- „Bomba w górę” (sł. W. Młynarski)
- „Bez Ciebie nie ma życia Warszawo ma” (sł. W. Młynarski)
- „Statek do Młocin” (sł. W. Młynarski)
- „Ballada o Dzikim Zachodzie” (sł. W. Młynarski)
- „Przedziałek” (sł. W. Młynarski)
- „Poznajmy się bliżej” (sł. M. Czubaszek)
- „Wzięłam urlop od kochania” (sł. M. Czapińska)
- „Katarzyna” (sł. J. Kleyny)

## Płyta
W 2000 Polskie Nagrania wydały płytę pt. Tadeusz Suchocki z najpopularniejszymi piosenkami kompozytora. Kompakt ukazał się w serii: „Wybitni Twórcy Polskiej Piosenki”.

## Ordery i odznaczenia
- Krzyż Kawalerski Orderu Odrodzenia Polski
- Brązowy Krzyż Zasługi
- Srebrny Medal „Zasłużony Kulturze Gloria Artis” (2006)[3]
- Odznaka „Zasłużony Działacz Kultury”

Źródło:.

## Nagrody i wyróżnienia
- Nagroda Komitetu do spraw Radia i Telewizji za teksty i muzykę piosenek dla młodzieży (1963)
- Nagroda Komitetu do spraw Radia i Telewizji (zespołowa) za program „Śpiewki stare, ale jare” (1968)
- Złoty Liść Piosenki Retro im. Mieczysława Fogga
- Nagroda Prezydenta Miasta Stołecznego Warszawy

Źródło:.